# Corveyi Widukind
Widukind von Corvey vagy Wettekind, Wittekind (latinos nevén Widukindus Corbeius), (925 körül – 973 után) szász bencés szerzetes, krónikaíró.

## Élete
Személyéről és életéről alig tudunk valamit. Nevét források nem említik, ő maga pedig művében nagyon keveset közöl magáról. Neve alapján az valószínűsíthető, hogy szász főnemesi családból származott, egyes feltételezések szerint családja rokonságban állt a szász királyi házzal. Folkmar apát (916–942) alatt, valószínűleg 940/942 körül lépett be a corveyi apátságba. A kor szokásainak megfelelően erre feltételezhetően 15 éves kora körül kerülhetett sor. Életét a corveyi apátság falai között töltötte.
Egyetlen ránk maradt műve a Res gestae Saxonicae libri tres (A szász történet három könyve). Ebben ír a szászok eredetéről, korai történetéről is, a mű legnagyobb része azonban I. (Madarász) Henrik király és I. (Nagy) Ottó német-római császár uralkodásának eseményeit tárgyalja. Viszonylag részletesen számol be a magyarok 10. századi kalandozásairól és az augsburgi csatáról is. Művéhez több írott forrást is felhasznált, például Beda Historia ecclesiastica gentis Anglorum című művét vagy Iordanes Getica-ját. Az antik szerzők közül mindenekelőtt Sallustius és Vergilius volt rá hatással. Írt mára már elveszett hagiográfiai műveket is Szent Tekláról és Remete Szent Pálról.
A Katolikus Lexikon szerint:

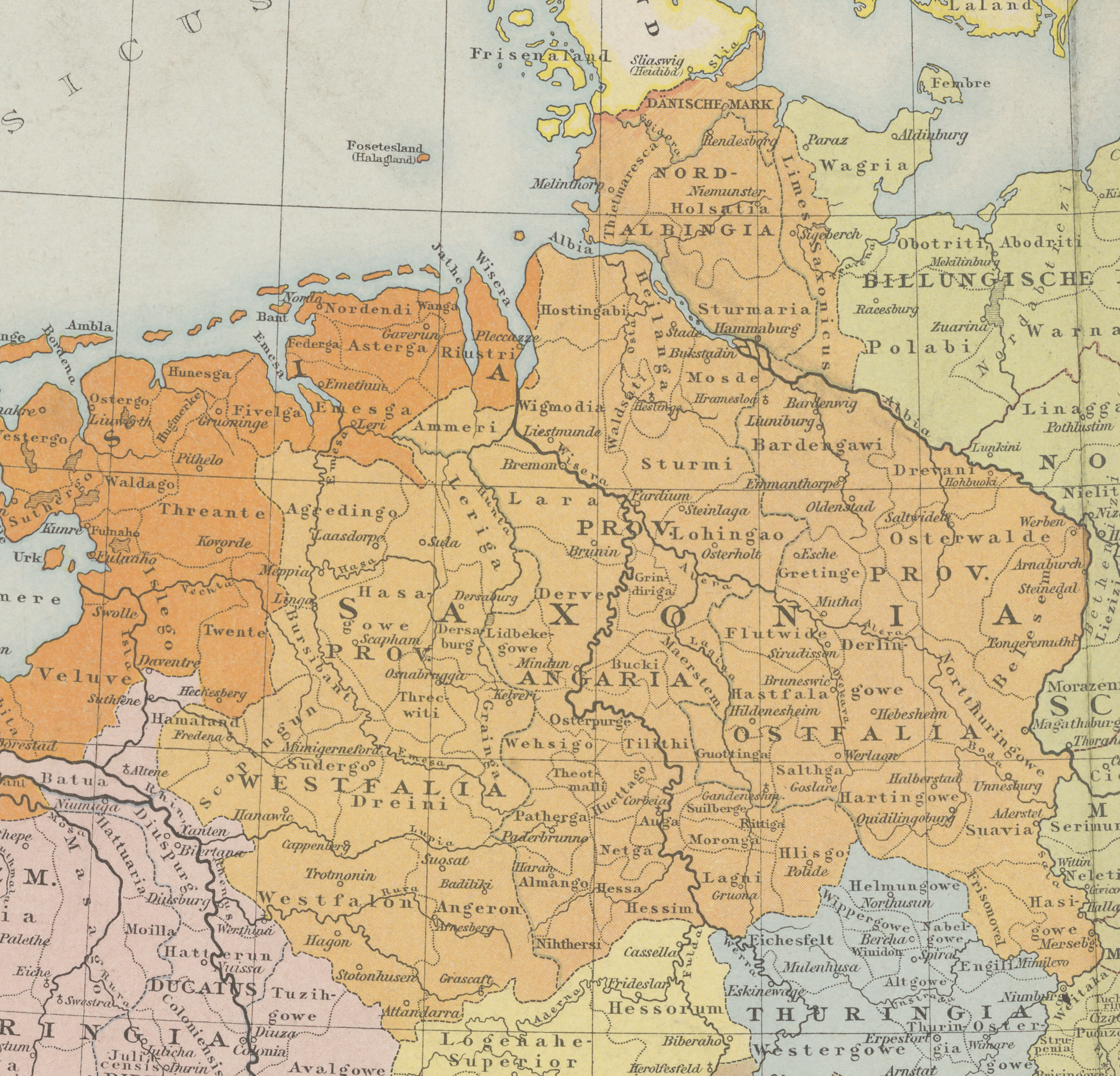
Szászország a 10. században

„Klasszikus műveltségű történetíró volt, aki különösen Sallustius fordulatait alkalmazta előszeretettel. A régebbi korokra vonatkozóan Iordanest (6. sz.), Beda Venerabilis-t, Paulus diakónust, talán Liudprandot és a Gesta Francorum c. művet használta. Minden keletről jött népet (gótot, hunt, avart és magyart) azonosított, s a magyarok előtörténetébe illesztette Iordanes amazon- és csodaszarvas-mondáját, Nagy Károly győzelmét és Liudprand meséjét a magyarok kiengedéséről a klusák (gyepűk) mögül. A születése előtt egy emberöltővel történt magyarok honfoglalásról nincs tudomása. A vele egykorú vagy közeli eseményeket többnyire szájhagyomány alapján beszélte el, híradásai a kalandozó magyarokról is egykorú értesüléseken alapulhattak.”
A magyarokkal kapcsolatban írta a következőket:
Avares autem, ut quidam putant, reliquiae erant Hunorum. Az avarok, amint egyesek azt gondolják, a hunok maradványai voltak.
Avares, quos modo Ungarios vocamus.... az avarok, akiket most magyaroknak hívunk.
De Ungariis, qui et Avares dicuntur. Magyarországot illetően, kiket Avaroknak is hívunk.

## Magyarul
- A szász történet három könyve; ford. Magyar László András, szerk., előszó, jegyz. Lőkös Péter; Eötvös, Bp., 2009 (Eötvös klasszikusok)